# Émirat d'Afghanistan
Ne doit pas être confondu avec Émirat islamique d'Afghanistan.
1823–1926
1929–1929
Entités précédentes :
- Empire durrani (1823)
 Royaume d'Afghanistan (1929)

Entités suivantes :
- Royaume d'Afghanistan (1926)
 Royaume d'Afghanistan (1929)

L'émirat d'Afghanistan (1823-1926) fut une monarchie absolue d'Asie centrale, avec comme capitales Kaboul et Peshawar. Il succède à l'Empire durrani et établit le règne de la dynastie Barakzai.

## Histoire
L'histoire de l'émirat est dominée par le Grand Jeu entre l'Empire russe et le Royaume-Uni pour la suprématie en Asie centrale. Cette période a été caractérisée par l'expansion des intérêts coloniaux européens en Asie du Sud. L'émirat d'Afghanistan a continué la guerre avec l'Empire sikh, ce qui a conduit à l'invasion d'Afghanistan par des forces indiennes dirigées par des Britanniques qui ont été vaincus par les Afghans lors de la bataille de Gandamak en 1842 et les Britanniques sont donc retournés en Inde. Lors de la Seconde guerre anglo-afghane, les Britanniques ont vaincu stratégiquement les Afghans et ont pris le contrôle des affaires étrangères de l'Afghanistan jusqu'à ce qu'Amanullah Khan les récupère après la signature du traité de Rawalpindi en 1919 à la suite de la Troisième guerre anglo-afghane.
En 1926, Amanullah Khan transforme l'émirat en royaume d'Afghanistan.